# Escut de Salomó (Tarragonès)
|  | Pel que fa a l'escut de l'estat insular de Salomó, a Oceania, vegeu Escut de les Illes Salomó. |

L'escut oficial de Salomó té el següent blasonament:
Escut caironat: de sinople; un salomó d'argent encès d'or; el peu d'or, quatre pals de gules. Per timbre, una corona mural de poble.

## Història
Va ser aprovat el 28 de juny del 2002.
El canelobre penjant, conegut amb els noms de salomó o salamó, és un senyal parlant referent al nom de la localitat. Els quatre pals de les armes reials de Catalunya fan referència al fet que el poble, que pertanyia al priorat de Banyeres, estava sota la jurisdicció de la Corona.